# Buchbach (Gräfenthal)

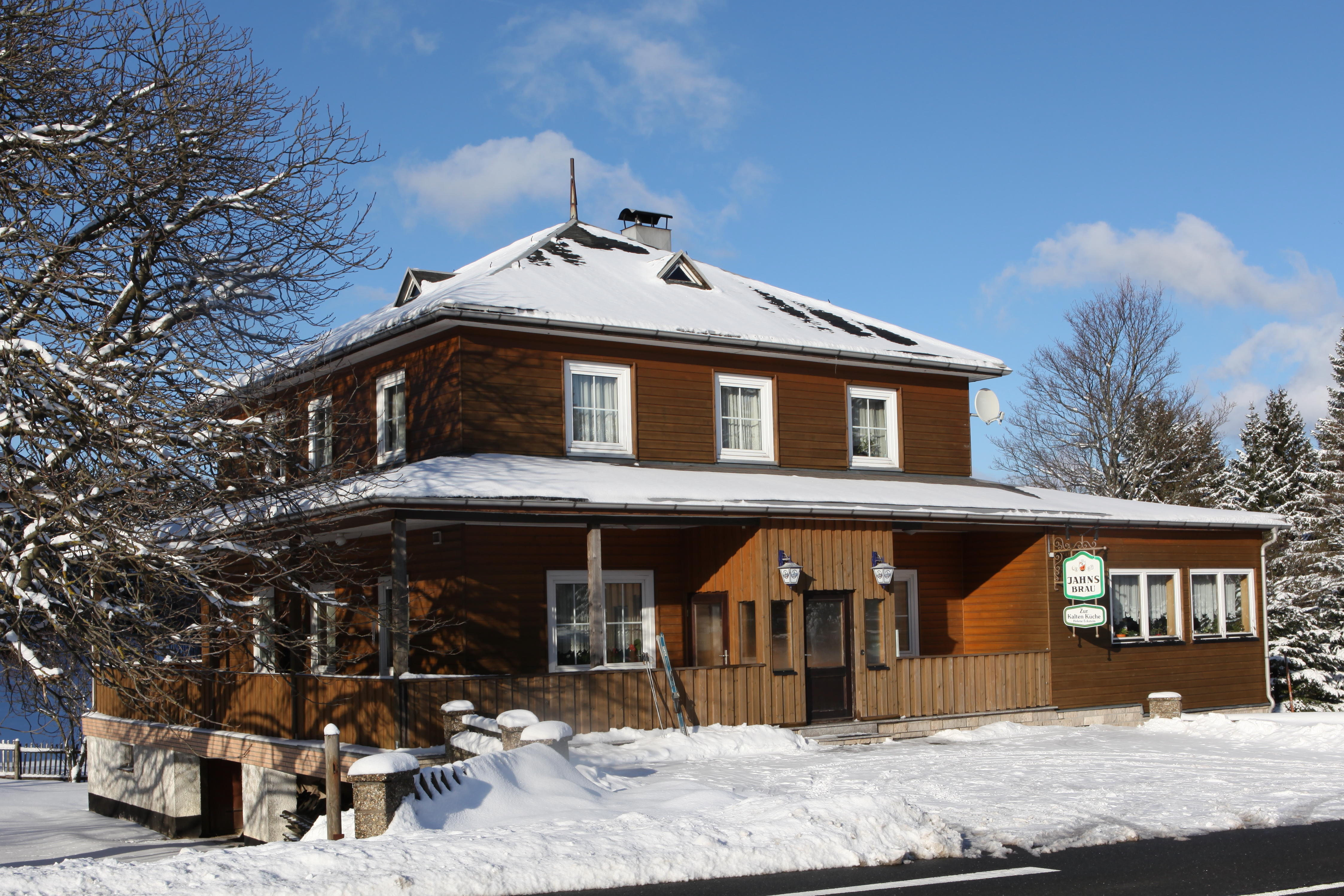
Gasthaus Kalte Küche am Rennsteig

Buchbach ist ein Ortsteil der Stadt Gräfenthal im Landkreis Saalfeld-Rudolstadt in Thüringen.

## Lage
Der Ortsteil liegt südwestlich von Gräfenthal im Thüringer Schiefergebirge und ist über die Landesstraße 1150 und die Kreisstraße 176 zu erreichen. Die kupierte Gemarkung des Dorfes liegt in einer typischen Mittelgebirgslandschaft. Sie ist durch Tal-, Hang- und Höhenlagen gekennzeichnet. Rodungsinseln und -flächen sind immer noch erkennbar. Entlang des dahinschlängelnden gleichnamigen Baches führt die Alte Handels- und Heeresstraße von Gräfenthal nach Buchbach und weiter.

## Geschichte
1180 wurde das Dorf erstmals urkundlich erwähnt. Forstwirtschaft und in begrenztem Maß Landwirtschaft sind neben dem Tourismus Erwerbsquellen der im Dorf lebenden 151 Personen.
Am 9. April 1994 (juristisches Wirkungsdatum) wurde der Ort nach Gräfenthal eingemeindet.